# پیونگچون-گویوک
پیونگچون-گویوک (انگلیسی: Pyongchon-guyok) شهرستانی در کشور کره شمالی است که در پیونگ‌یانگ واقع شده‌است.